# Marian Ochoa de Eribe
Marian Ochoa de Eribe (n. 1964, Bilbao, Comunitatea Autonomă a Țării Basce, Spania) este o scriitoare, traducătoare și profesoară spaniolă.

## Biografie
Doctor în literatură comparată, a predat cursuri de Literatură spaniolă în programele de formare continuă pentru adulți de la Universitatea din Deusto, Bilbao, Spania. De asemenea, a fost profesoară la Departamentul de Spaniolă de la Universitatea „Ovidius” din Constanța. S-a făcut remarcată mai ales ca traducătoare. Dintre traducerile sale din limba română, merită evidențiate cele ale volumului Femei de Mihail Sebastian (Editura Impedimenta, 2008), și Romanul adolescentului miop de Mircea Eliade (Editura Impedimenta, 2009). De asemenea, este autoarea traducerii romanelor Kira Kiralina și Moș Anghel de Panait Istrati (Pre-Texte, 2008). Pe lângă opera aproape completă a scriitorului român Mircea Cărtărescu, pentru a cărei lucrare Nostalgia a câștigat „Premio Estado Crítico de Traducción” în 2012.
În ceea ce privește activitatea sa creativă, aceasta s-a centrat mai ales pe studiul poeziei sociale postbelice din Spania și pe recuperarea vocilor feminine din literatura spaniolă barocă.

## Traduceri
- 2008, Kira Kiralina. Moș Anghel de Panait Istrati (Pre-Texte)
- 2008, Femei de Mihail Sebastian (Editura Impedimenta)
- 2009, Romanul adolescentului miop. Gaudeamus de Mircea Eliade (Impedimenta)
- 2010, Ruletistul de Mircea Cărtărescu (Impedimenta).
- 2011, Lulu de Mircea Cărtărescu (Impedimenta).
- 2012, Nostalgia de Mircea Cărtărescu (Impedimenta).
- 2013, Agata murind de Dora Pavel (Crealite)
- 2013, Frumoasele străine de Mircea Cărtărescu (Impedimenta).
- 2015, Levantul de Mircea Cărtărescu (Impedimenta).
- 2016, Ochiul căprui al dragostei noastre de Mircea Cărtărescu (Impedimenta)
- 2017, Solenoid de Mircea Cărtărescu (Impedimenta).
- 2018, Aripa stângă (Orbitor-1) de Mircea Cărtărescu (Impedimenta)
- 2019, Vara în care mama mea a avut ochii verzi de Tatiana Țîbuleac (Impedimenta).
- 2020, Corpul (Orbitor-2) de Mircea Cărtărescu (Impedimenta)
- 2020, Noapte bună, copii! de Radu Pavel Gheo (Trei surori)
- 2021, Grădina de sticlă de Tatiana Țîbuleac (Impedimenta).
- 2021, Poezie esențială de Mircea Cărtărescu (Impedimenta).
- 2022, Provizorat de Gabriela Adameșteanu (Cliff).
- 2022, Aripa dreaptă (Orbitor-3) de Mircea Cărtărescu (Impedimenta)